# ルパン三世 カリオストロの城
『ルパン三世 カリオストロの城』（ルパンさんせい カリオストロのしろ）は、1979年に公開された日本のアニメーション映画。モンキー・パンチ原作のアニメ『ルパン三世』の劇場映画第2作で、宮崎駿の劇場映画初監督作品である。ヨーロッパの架空の小国・カリオストロ公国を舞台に、指輪に秘められた宝と偽札の謎に挑むルパン三世たちの活躍を描く。
キャッチコピーは、「前作をしのげないのなら2作目を作る意味がない。」「巨大な城が動き始める！ 影の軍団が襲ってくる！」「生きては還れぬ謎の古城でついにめぐり逢った最強の敵！」。

## 概要
前年に公開された『ルパン三世 ルパンVS複製人間』（以下、『ルパンVS複製人間』）に続くアニメ『ルパン三世』の劇場版第2作目として制作され、『ルパン三世 (TV第2シリーズ)』（以下、『TV第2シリーズ』）の放送中に公開された。
本作はスタジオジブリ作品をはじめ、数多くの作品で監督などで携わっている事で知られる宮崎駿の映画初監督作品である。
『ルパン三世』シリーズの中でも、屈指の人気を誇る作品として知られる。公開当時の興行収入は低かったものの、評論家や関係者の中では高く評価され、その後はテレビ放送や上映会等が繰り返された事もあって人気が高まっていった。また、本作での宮崎の演出やレイアウト手法は、後世のアニメ業界に影響を与える事となった。
『ルパン三世 (TV第1シリーズ)』（以下、『TV第1シリーズ』）後半に「Aプロダクション演出グループ」名義で参加した宮崎や『TV第1シリーズ』の作画監督である大塚康生が参加したことで、『TV第2シリーズ』や『ルパンVS複製人間』と異なり『TV第1シリーズ』後期に準じた作風となった。本作でルパンは『TV第1シリーズ』で着用していた緑色のジャケットを着用しており、車も『TV第1シリーズ』後半に登場したフィアット・500を使っている。
宮崎は本作を「『旧ルパン』、東映時代の作品の大棚ざらい」と位置付けており、参加した『TV第1シリーズ』や東映アニメーション所属時代に使用したアイデア・演出技法などを多く参考にしている。また、作風には宮崎独自の解釈や個性が強く反映されている。
日本テレビ系『金曜ロードショー』では、スタジオジブリ作品と同じく現在も定期的に放送されている。

## あらすじ
世界的な怪盗であるルパン三世は、仲間の次元大介、石川五ェ門とともに、モナコの国営カジノの大金庫から大金を盗み出す。しかし、その正体は真券同然の精巧さで知られる幻の偽札「ゴート札」であった。ルパン家の家訓の一つ「偽物に手を出すなかれ」に従い、偽札を車から撒き散らして捨てたルパンと次元は、ゴート札を次の標的に定め、その出処と疑われているヨーロッパのカリオストロ公国へ向かう。
カリオストロ公国に入国したルパンたちは、猛スピードで車を走らせるウェディングドレス姿の少女と彼女を追う男達を見かけ、訳もわからぬまま少女を助けようとする。少女はこの国の亡き大公の娘クラリスだった。クラリスは、大公夫妻の死後に摂政としてこの国を治めているカリオストロ伯爵に結婚を迫られ、逃げ出したのであった。ルパンたちは追っ手を撃退したものの、ルパンはクラリス共々崖から落ち、さらに落ちてきた枯れ木に頭を直撃され気絶する。その間に別の追っ手が迫り、クラリスはルパンに累が及ばないよう単身その場を離れ、連れ去られてしまう。意識を取り戻したルパンは、クラリスが残していった手袋の中に指輪を見つけ、幼い頃の彼女に出逢ったことを思い出す。かつてルパンがゴート札を狙って公国に忍び込んだものの、迎撃を食らい重傷を負わされたとき、介抱してくれた幼女がクラリスであった。一方、捕らえたクラリスが指輪を付けていないことに気づいた伯爵は、クラリスの逃亡を手助けしたルパンらに暗殺集団を差し向ける。伯爵は、自身の持つ金の指輪とクラリスの銀の指輪を合わせることで手に入れることができるという「ゴートの秘宝」を狙っていた。
夜半、宿に現れた暗殺集団の手から逃れたルパンは、伯爵にクラリス奪取を予告。五ェ門を呼び寄せるとともに、ルパンの逮捕に執念を燃やす国際警察（ICPO/インターポール）の銭形警部に情報をリークし、クラリスが監禁されている伯爵の城へ来るように仕向ける。銭形は埼玉県警の警察官を多数率いて城へと赴くが、衛士たちに邪魔されて思うように捜査ができない。
ルパンはローマ帝国時代に築かれた水道橋を伝って城内に潜入すると、銭形に変装して衛士隊を欺き、騒ぎを起こしてその隙にさらに奥へと入り込む。クラリスの身の周りの世話をする使用人として城に潜入していた峰不二子から、クラリスの居場所を聞き出したルパンは彼女と対面して指輪を返し、しばし心を通わせるが、伯爵に見つかり、地下へと通じる穴に落とされてしまう。地下は巨大な牢獄になっており、権謀術数の犠牲者やゴート紙幣の謎をつかもうとして伯爵家に捕らえられた者たちの骨や遺品が散らばっていた。
しかし、ルパンが返した指輪は盗聴器が仕込まれた偽物であった。伯爵の狙いがカリオストロ家の先祖の財宝であり、その鍵である2つの指輪のうちのひとつを手に入れるためにクラリスに結婚を強いていたことをその指輪を通じて聞き出したルパンは、本物の指輪が欲しければクラリスに危害を加えないように、とマイクを通じて伯爵に警告する。
地下牢獄を調べていたルパンは、先の騒動の際に落とし穴にかかっていた銭形と再会。2人は協力して指輪奪還のために放たれた暗殺者を返り討ちにし、地下牢獄から脱出する。その途上、礼拝堂の地下にある偽札工場を発見したことにより義憤を抱く銭形と、クラリスを連れて城を抜け出したいルパンは、一時休戦することを約束する。
ルパンは偽札に火を放って城内を混乱させ、銭形とともに伯爵のオートジャイロを奪い、クラリスを救い出すことに成功したかに見えたが、追いついた伯爵一味に胸を撃ち抜かれて重傷を負う。銭形と不二子によってルパンは辛くも救出されるが、クラリスと本物の指輪は伯爵の手に落ちる。
一方、ルパンと別れた銭形は持ち帰った偽札の証拠を国際警察に提出し、出動を要請するが、「高度に政治的な問題」であることと「クラリスをルパンから守った」伯爵を支持する世論を理由に、国際警察はゴート札について各国ごとの対応に留め不動を貫き、銭形を愕然とさせる。銭形はルパン捜査担当の任を解かれ、失意の内に日本へと帰国する準備を始める。
大公夫妻に仕える庭師だった老人の治療によって命を助けられたルパンは、かつてクラリスと出遭ったいきさつを一同に明かす。そこへ不二子から、クラリスと伯爵の結婚式に出席する大司教の一行が城を訪れるという情報を得て、大司教に変装して城に入り込む。一方、ルパンが結婚式を襲うと不二子から知らされた銭形も、「ルパンによる結婚式襲撃を阻止し、同時にルパンを逮捕する」という天下御免の名目を得て、カリオストロ公国へと再び向かう。
ルパンは結婚式の最中に騒ぎを起こして指輪を奪い取り、クラリスを抱いて式場の礼拝堂から脱出する。礼拝堂では衛士隊と暗殺集団、そして城内に突入してきた銭形率いる機動隊との間で大乱闘が生じる。その隙に銭形は、ルパンを追うふりをして地下の偽札印刷工場に駆け込み、結婚式を世界中継するテレビクルーに扮した不二子が構えるテレビカメラの前で大仰に偽札を掲げてみせる。
次元と五ェ門が防戦する間、ルパンとクラリスは水道橋を走って渡る。そこへ水上から追手が追い付き、二人は時計塔の内部に逃げ込むが、クラリスは最上部にある巨大な時計の短針の先まで伯爵に追い詰められてしまう。ルパンはクラリスから聞いた指輪に関する言い伝えと、時計塔を見て気付いた指輪の秘密を伯爵に教え、指輪を使うことで手に入るであろう宝と引き換えにクラリスを引き渡すよう要求する。交渉に応じるふりをした伯爵はルパンの隙を突いて指輪を奪い取り、ルパンを助けるために伯爵を道連れに投身しようとしたクラリスを湖へと蹴落とす。ルパンは後を追って宙に身を投げ、クラリスを抱き止めながら共に湖へと落ちていく。
ルパンの言葉に従い、伯爵は大時計の文字盤にあるヤギの彫刻の両眼に二つの指輪をはめ込む。それと同時に時計塔の内部の複雑な歯車が一斉に動き出し、時計の針が12時へ向けて急速に回り始める。逃げ場を失った伯爵は長針と短針に挟まれて無残な最期を遂げる。やがて時計塔そのものが崩壊を始め、湖の周囲の壁に巨大な穴があいて湖の水が城に流れ込んでくる。夜が明け、無事に湖岸へと辿り着いていたルパンとクラリスは、湖の底から現れた遺跡の姿を目の当たりにする。湖の正体は時計塔を水門としたダム湖で、財宝とは先祖が隠した古代ローマのポリスであった。時計塔の仕掛けは、ダム湖の水を排出して沈んだ遺跡を表出させるためのもので、指輪はその起動装置であった。
銭形が不二子とともに衛星テレビ中継で偽札工場の全容を全世界に晒したことで、ようやく国際警察も動き出し、歴史の暗部と言われたカリオストロ公国についに捜査のメスが入ることになった。国連の空挺部隊が城に向けて降下するのを見ながら、クラリスはルパンについて行くことを望むが、ルパンは葛藤しながらもクラリスの身を案じて国に止まるように諭し、仲間たちと共に去っていく。
「いつかきっとまた会える」と希望を抱きながら、クラリスはルパンと銭形たち警官隊の車が追いつ追われつしながら地平線へと消えていく光景を見つめていた。

## 登場人物

### メインキャラクター
ルパン三世
声 - 山田康雄
かの名高き怪盗アルセーヌ・ルパンの孫で、自らも世界的な大怪盗かつ変装の達人。
ゴート札の出処と疑われているカリオストロ公国へ入国した際に追われていたクラリスを見かけ、助けるために追っ手を撃退するが、彼女は別の追っ手に連れ去られてしまう。クラリスが残した指輪を見て、彼女が昔自分を助けてくれた幼女であったことに気づき、恩に報いるためにも行動する。
次元大介
声 - 小林清志
コンバットマグナムを使う射撃の名手でルパンの相棒。
ルパンと共にカリオストロ公国の城に水中から潜入するもはぐれてしまい、その後は五ェ門と共に重傷を負ったルパンを匿ったり、対戦車ライフルによる射撃で援護したりした。クラリスの事を「お姫さん」と呼び、健気な彼女を良い娘と評している。
石川五ェ門
声 - 井上真樹夫
古の大泥棒・石川五ェ門の十三代目。最強の刀「斬鉄剣」を使う居合い抜きの達人。
ルパン達と合流した際、ルパンがわざと銭形をカリオストロに呼んだ意図を見抜く等持ち前の勘の鋭さを見せた。
クラリスの真摯な立ち振る舞いに触れて、思わず「可憐だ」と漏らし、その後の戦闘では普段以上の冴えを見せた。
峰不二子
声 - 増山江威子
ルパン一味の紅一点で、付かず離れずの存在。時にはルパン達を利用したり、裏切ったりすることも多い。
カリオストロ城の秘密を探るため、ルパンたちより先に単独で「クラリスの召し使い」として城内に潜入していた。今作ではルパン一味との関わりは少ないものの、ルパンや銭形に情報を流して陰ながらにサポートをしている。
銭形警部
声 - 納谷悟朗
ルパン一味を追うICPOの捜査官。ルパン専任捜査官であるため、ルパンに関係する事件なら世界中どこでも捜査権が認められている。
ルパンの情報を聞きつけて埼玉県警機動隊を率いてカリオストロ公国に駆け付け、伯爵城の外周警備を行うが、カリオストロ伯爵の裏工作でインターポールから帰還命令が出る。納得できずに伯爵に掛け合おうとするが、床に仕掛けられた罠により城の地下牢獄に落とされ、途方に暮れているところを同じく落とされたルパンと合流。ゴート札の秘密を知りルパンと一時休戦して共に地下から脱出。インターポールにニセ札製造の実態を訴えるも歴史の暗部に深く噛む事案であるがゆえに歯牙にもかけられなかったため、一時は落胆して任務から退く。
その後、不二子からルパンが伯爵の結婚式に乱入する気であることを知らされる。これ幸いと、ルパン逮捕を口実にニセ札の製造現場とその実態を世界に暴露するべく自らも再び機動隊を指揮して現場に赴く。ルパンの大暴れによる騒ぎの中、城に機動隊を率いて突入し、レポーターに変装して潜入した不二子と共に地下の偽札工場を偶然発見した振りをして世界中に中継することで、インターポールの鼻を明かした。相変わらずルパンを逮捕できなかったが今回の事件に関しては色々と理解を示していた。
ルパン曰く「昭和一桁生まれ」とのこと。
他の作品と違い、手錠や拳銃を取り出す場面が無く、十手を振るうか徒手格闘のみである。

### ゲストキャラクター
クラリス・ド・カリオストロ
声 - 島本須美
本作のヒロインにしてキーパーソン。カリオストロ公国の公女で、大公家最後の姫君（＝大公女）。大公家に伝わる「銀の山羊の指輪」の所有者。
7年前に起きた大公の館の大火事で両親を亡くして以来、永らく修道院に入っていたが、両家を統一し国を手中に収めようとするカリオストロ伯爵との政略結婚を強いられる。非道な行為を続ける伯爵に反発し、婚礼衣装の仮縫いの隙を突いて脱走する。伯爵の差し向けた追手から逃げている途中でルパンと再会し、一時は助けられるが、再び捕らわれる。
終盤では薬物により意識を奪われた状態で結婚式を挙げさせられていたが、三たび城に潜入したルパン一味に助けられ、逃亡中に次元と五ェ門にも感謝の言葉を述べた。
幼少期、若き日のルパンがゴート札を狙って忍び込んだ伯爵の城から脱出中に負傷し行き倒れていたところを介抱していた。クラリス本人はその時のことを覚えていないが、エピローグでは「ずっと昔からあの方（ルパン）を知っていたような気がするの。……ルパン……。きっとまた会えるわ」と呟く。
ラザール・ド・カリオストロ伯爵
声 - 石田太郎
カリオストロ公国の摂政を務める事実上の統治者。本作の悪役。
伯爵家当主（代数は不明）で、大公夫妻の死後、摂政として公国の実権を握っている。表向きは傲岸不遜ながらも紳士的だが、本性は強欲かつ残虐非道な人物。伯爵家の一族を「大公家の影としてカリオストロ家の暗部を一手に担ってきた」と自認しているように、裏では本物以上と評された偽札「ゴート札」の密造をも受け継いでおり、世界各国の闇の部分と深く繋がっている。
伯爵家に伝わる「金の山羊の指輪」の所有者であり、対となる「銀の山羊の指輪」を持つクラリスとの政略結婚によってカリオストロの正当な後継者としての地位と、2つの指輪に秘められたゴートの秘宝を手に入れようと目論む。
劇中ではほぼ一貫して「伯爵」と呼ばれ、ファーストネームは劇中では呼ばれない。
結婚式をぶち壊しにしたルパンと湖の時計塔で対峙する。ルパンとはぐれたクラリスを追い詰めて殺そうとするが、駆けつけてきたルパンから持ち掛けられた指輪と人質の交換条件を呑む振りをしてルパンを殺そうとし、それを止めようとして飛びかかってきたクラリスをも蹴落とす。ルパンに教わった通りに両指輪を時計の盤面の1時方向にあるレリーフにはめ込むが、指輪が時計塔のスイッチだとは知らなかったため、仕掛けが起動した瞬間に長針と短針に挟まれて苦しみもがく。最後は暗闇で両針が12時を指し、断末魔の叫びをあげると共に死亡した（その際、圧死又は斬首を思わせる軽い音をたてた）。
ジョドー
声 - 永井一郎
カリオストロ伯爵に仕える有能な執事。裏の顔として、各国の情報機関からも恐れられる公国の特殊部隊「カゲ」の長官も兼任している。
財宝を手に入れようとする伯爵を献身的にサポートし、一度はMG34を用いてルパンに瀕死の重傷を負わせる。伯爵への忠義心は厚く、伯爵が最期を迎えた際は「これでカリオストロも終わりだ。斬れ。」と嘆き、五ェ門に自らを介錯するよう求めた。しかし五ェ門は「無益な殺生はせぬ。」とこれを断った。
園丁（庭師の老人）
声 - 宮内幸平
大公家公邸の庭師。自分の職務に誇りを持っており、大公家の没落後も焼失した公邸跡の庭園を管理し続けている。
クラリスのことは誕生当時から見守っており、彼女から愛犬のカールを託されている。無愛想だが根は親切で、伯爵との戦いに敗走したルパンたちを匿った。
グスタフ
声 - 常泉忠通
主に城内の警備とカリオストロ伯爵の身辺警護を務める、衛士隊長。融通の利かない堅物気質。
機動隊
声 - 松田重治
銭形が支援部隊として日本から引率してきた埼玉県警察の機動隊。
パトカーと2台の幌付きトラックに分乗し、ジュラルミン製の大盾と木製警棒を装備している。拳銃を収納するホルスターも装備しているが、拳銃を構えたり発砲したりする描写はない。
負傷者を出しながらも、サーベルで武装した衛士隊と激しく渡り合った。ラストではルパンを追う銭形とともにカリオストロ公国を離れ、クラリスたちに手を振る。
カール
庭師の老人が面倒を見ている老犬。大の大人を押し倒すほどの力がある大型犬。犬種は不明。
元はクラリスの飼い犬であり、大公夫妻の没後にクラリスが修道院へ入る際、老人へと預けられた。彼女がまだ幼かった頃、カリオストロ城からの逃亡中に負傷して行き倒れていた若き日のルパンを最初に発見していた。
クラリス以外には懐かないというが、ルパンについたクラリスの匂いにより、彼の傍を離れようとしなかった。
大司教
声 - 梓欽造
バチカンのカトリック教会大司教。
カリオストロ伯爵とクラリスの婚礼の司祭を請われてカリオストロ公国へ向かうが、城への道中で渋滞に巻き込まれる。その隙に地元の人間に変装した次元が、「近道」と称して城とは違う田舎の方向を案内することで婚礼に間に合わなくさせ、その間にルパンが大司教に変装してクラリスを救出するべく城に入った。
衛士隊
カリオストロ公国の治安部隊。
カリオストロ伯爵は「我が国にも警察はある」と同隊を紹介していたが、その活動範囲は国境の検問を除けば城外にまでは至らないような描写がなされている。古風な軍服と鉄帽、サーベルを腰に下げた前時代的なスタイルが特徴。拳銃のホルスターも装備するが、使用の描写はない。
水兵
カリオストロ公国水軍の兵士。内火艇に乗艦して短機関銃で武装し水兵服を着用している。
終盤の時計塔ではルパンと直接対峙するが、塔内に突入した折、1人が歯車に巻き込まれるという壮絶な死を遂げた。
カゲ
ジョドー率いるカリオストロ公国の特殊部隊。ルパン曰く「暗殺のプロ」。
全身に衝撃吸収を兼ねた防弾仕様の頑丈な鎧を纏っており、籠手の鋭い爪と前腕に仕込まれた鋭い刃が特徴。この鎧は次元のマグナム銃の接射も効かず、対戦車ライフルでも吹き飛ばされるのみで原型は保っており、五ェ門の斬鉄剣でようやく斬り落とされるという極めて高い防御性能を誇る。このほか、主に水中任務に特化した軽装、通称「水カゲ」も存在する。正体はカリオストロ公国の召使い達であるが、衛士に比べると年齢層が高いように描写されている。

## 声の出演
注・ジョドーより下は役名クレジットなし。
- ルパン三世 - 山田康雄
- 峰不二子 - 増山江威子
- 次元大介 - 小林清志
- 石川五ェ門 - 井上真樹夫
- 銭形警部 - 納谷悟朗
- クラリス - 島本須美
- カリオストロ伯爵 - 石田太郎
- 園丁 - 宮内幸平
- ジョドー - 永井一郎
- グスタフ - 常泉忠通
- 衛士 - 野島昭生[8]
- 召使い - 緑川稔[8]
- 印刷主任 - 加藤正之[8]
- 指揮官 - 松田重治[8]
- ICPO長官 - 平林尚三[8]
- 大司教 - 梓欽造[8]
- 寺島幹夫
- 阪脩
- 鎗田順吉
- 峰恵研
- 山岡葉子

## スタッフ
- 製作 - 藤岡豊
- 原作 - モンキー・パンチ（週刊漫画アクション、パワァ・コミックス（双葉社刊））
- 監督 - 宮崎駿
- プロデューサー - 片山哲生
- 脚本 - 宮崎駿、山崎晴哉
- 作画監督 - 大塚康生
- 原画 - 篠原征子、友永和秀、河内日出夫、富沢信雄、丹内司、山内昇壽郎、丸山晃二、真鍋譲二、田中敦子、新川信正
- 動画 - 青木康直、大里美和子、尾崎真佐美、小野昌則、川中京子、柏田涼子、熊本由美子、小林弥生、小島順子、佐野英代、桜井陽子、下崎ジュン子、島津佳子、柴田春美、志田欣弘、鈴木幸雄、田辺厚子、高木美和子、堤純子、塚田洋子、道籏義宣、難波日登志、原田俊介、林雅子、浜田幸子、浜畑雅代、橋本三郎、平間久美子、比留間敏之、藤村和子、本多薫、望月理江子、吉村洋子、亜細亜堂、OHプロ
- 動画検査 - 原恵子、島田明子
- 色彩設計 - 近藤浩子
- 仕上検査 - 山本雅世、砂川千里
- 美術 - 小林七郎
- 背景 - 青木勝志、松岡聡、石垣努、小倉宏昌、大野広司、海保甚三郎、水谷利春、林裕美子、工藤美由紀、藤江優子（小林プロダクション）、山本二三（テレコム）
- 撮影監督 - 高橋宏固
- 撮影 - 宮内征雄、大田勝美、高橋宣久、平山昭夫、細野正、中村喜則、斉藤佳三、鈴木卓夫（高橋プロダクション）
- 仕上 - 岡嶋國敏（スタジオ古瑠美）、加藤紀子（シャフト）、林直哉（イージーワールド）、塩谷典子（スタジオ・タージ）、岩切紀親（スタジオ・キリー）
- 編集 - 鶴渕允壽
- ネガ編集 - 高橋和子
- 録音 - 加藤敏（東北新社）
- 音楽 - 大野雄二
- 主題歌「炎のたからもの」（コロムビア・レコード）
  - 作詞 - 橋本淳 / 作曲・編曲 - 大野雄二 / 唄 - ボビー
- 選曲 - 鈴木清司
- 整音 - 飯塚秀保
- 効果 - 倉橋静男（東洋音響）
- タイトル - 藤井敬康
- 現像 - 東京現像所
- 制作協力 - テレコム・アニメーションフィルム
- 制作進行 - 吉田力雄、柳内一彦、岩田幹宏
- 助監督 - 吉田茂承
- 製作担当 - 斎藤壽男
- 配給 - 東宝株式会社
- 製作 - 東京ムービー新社

## 製作

### 企画・脚本
1978年、『ルパン三世 ルパンVS複製人間』が成功したことを受け企画された。同作はターゲットとする観客層に大人を想定していたが、実際の観客層は『TV第2シリーズ』を視聴中の中高生が中心だったことから、ターゲットとする観客層は15〜16歳中心に改められた。
監督に関して、製作会社の東京ムービー新社では『TV第2シリーズ』に参加する鈴木清順などが候補に挙がり、その後『ルパンVS複製人間』の脚本家チームが執筆した脚本を元に大塚康生へ監督を依頼していた。だが、気乗りしない大塚は宮崎に相談した結果、宮崎が監督に就任し、大塚自身は作画監督をすることとなった。
当時の宮崎は日本アニメーションで『赤毛のアン』のレイアウトや場面設定を担当していたが、これを降板。1979年5月に制作準備に取りかかった。後の作品と同様、宮崎は脚本なしでイメージボードと絵コンテを描き始め、脚本は共同名義の山崎晴哉が手直しする形となった。後に山崎の手により、脚本を元に集英社コバルト文庫からノベライズされている。

### 製作
1979年7月、絵コンテの4分の3が完成した段階で作画作業が開始され、終了は公開15日前の11月末だった。大塚は現場について後に「連日修羅場だった」としている一方、宮崎は最初から「参加する各アニメーターの適性」を考え、場面ごとに担当するアニメーターを想定しながら絵コンテを作成したという。
構想〜脚本〜絵コンテ〜製作までの総製作期間は「わずか半年」という短さであり、途中で製作期間内に終わらないと考えた宮崎は、下水道でのシーンの絵コンテを書き直しており、後に不満を語っている。また、本作のDパートでは仕上げに手間がかからないよう絵コンテを切ったとも述べており、ルパンがクラリスを誘拐した後にはオートジャイロによる空中戦も予定されていたが、本編では割愛された。
絵コンテ完成後、わずか4か月半ほどで制作された計算になり、大塚は「質の高さ/製作期間比でいえば、日本の長編アニメーション史上最短の製作期間記録ではないか」と語っている。最終的には製作は、予定された期間より1か月延びることとなったが、宮崎は「この作品で初めて自分の体力の限界を知った」と語っている。

### 音楽
主題歌である「炎のたからもの」の曲の旋律による編曲バリエーションBGMが多数作成されている。またBGM選曲は、本作のために録音された楽曲のほか、TVシリーズや劇場版前作、サウンドトラックアルバムなどから幅広く選び出された。
ルパンと銭形警部が地下から脱出してオートジャイロにたどり着くまでの場面に使用されているBGM「サンバ・テンペラード」はTVシリーズからの選出のため、TVシリーズのサウンドトラックアルバムである『オリジナル・サウンドトラック ルパン三世・3』に収録されていたが「C-DAG」とのクロスフェード編集版であった。その後、『ルパン三世クロニクルSPECIAL LUPIN THE THIRD THE ORIGINAL-NEW MIX 2005- -REMIXED BY YUJI OHNO-』でカットされていた後半部分を含めたバージョンが音源化された。
結婚式の場面で流れるバッハのパストラーレ・ヘ長調・BWV590は、本作の音楽録音の際にエレクトーンで録音し、音に広がりを出すためスピーカーで鳴らせた音をマイクで拾っている。
銭形警部とカリオストロ伯爵の面会する朝食の場面に使用されているBGMは、バッハの管弦楽組曲四番第四楽章Menuett。城の舞踏会とその外で銭形隊がカップラーメンをすすっている場面のBGMは、ヨハン・シュトラウス2世作曲のウィーン気質（かたぎ）の第二ワルツである。

## 特色
本作は宮崎独自の解釈や演出により、それまでの作品と一線を画すものとなっている。

### 人物設定
宮崎は製作時、ルパン達について以下のように考えた。
（『TV第1シリーズ』当時は）1970年初頭、高度経済成長期のまっただなか。誰もがマイカーを持ちたがり、人々は半ばはしゃぎ気味に生きていた時代でした。そんな時だったから、ちょっとカゲのさした、アンニュイなルパンが生きたのです。浮かれ調子の世の中に向けて機関銃をぶっ放すルパンはわれわれの希望でもあったのです。

ルパンがイキイキした時代、共感と存在感を持って生きたのは、まぎれもなく一昔前なのだ。（中略）今や行き当たりバッタリの銀行強盗は花ざかり。ハイジャック、テロ、飢饉、戦争が地球のあっちこっちで火を吹き、石油は際限なく値上がりし、何よりも地球そのものに限界があることが明らかになってしまった。
ルパンの世界より、現実の世界のほうが、はるかに騒がしくなってしまったのだ。（中略）情報過多はとどまるところを知らず、書店の本棚に兵器の写真集がいくらでもころがり、いまさらワルサーでもないものだ。射ちたきゃ、アメリカに行けば、なにがしかの金でいくらでも射てる。
膨張するGNPにのっかって倦怠を楽しみ、罪もなくミニカーレースに夢中になれたルパンの時代はすぎ去ったのだ。

ルパンになにを盗ませていいのか分からない。ワッ、いいものがあるぞ、という風には物を盗めない。豊かになりすぎてそういう必然性がないんです。
自分なりにルパン像をつからなければならない羽目になったときに、60年代末から70年代頭に一番生き生きしていた男が、今、生き恥をさらして生きているというふうに構えるしか手がなかったんです。

この意識によって宮崎は、ルパンの盗みのターゲットを「少女の心」とした。
これにより、本作のルパンはアウトローというよりお姫様を救う心優しい男として描かれており、1発の発砲さえしない。同時に、宮崎はルパンの年齢設定もそれまでのイメージよりかなり高くして「ファンの知っているルパンよりも人生経験を積んできたのだから、当然これまでのイメージと異なっていても不思議ではない」とし、ルパンを演じた山田康雄も「歳をとったおじさんルパン」という認識で臨んでいた。また、作中でルパンが過去の自分を回想するシーンでは『TV第1シリーズ』のようなベンツSSKに乗り銃を何発も発砲する描写がされ、ルパンはそのころの自分を「一人で売り出そうと躍起になっている青二才」と呼んでいる。

### ヒロイン
作中に登場するクラリス姫は、清楚でいじらしく、主人公による救出を待つ受動的な立場（Damsel in distress）にありながら、自ら積極的に行動する気丈さと勇気も持ち合わせている。担当声優の島本須美は、後に宮崎が脚本・監督を手がけた『TV第2シリーズ』最終話「さらば愛しきルパンよ」や、映画版『風の谷のナウシカ』でもヒロイン役を演じている。
クラリスのヒロイン像がアニメオタク層に受けたが、これについて宮崎本人は、第4回アニメグランプリキャラクター部門でクラリスが4位を取った際に「クラリスに"ロリコン"人気が集中しているということですが、ぼくには無関係のことだと思います」「いまの若い人はロリコンを"あこがれ"の意味で使っているでしょう」「ぼくらはあこがれを"遊び"にはしなかった」「ぼくは"ロリコン"を口でいう男はきらいですね」とコメントしている。

### ルブラン由来の物
登場人物の名前の一部には、モーリス・ルブランの『アルセーヌ・ルパン』シリーズに由来するものがある。「カリオストロ」は同シリーズ『カリオストロ伯爵夫人』に登場するルパンの仇敵の名前であり、「クラリス」は同作品に登場する、産まれた男の子をカリオストロ伯爵夫人に誘拐されるルパンの恋人の名前である。なお、カリオストロとは元々、近世フランス史に登場した自称錬金術師で後世のフィクションにも多く取り上げられている人物であり、これを宮崎が題材とした。また、湖底から遺跡が出現するアイデアは『緑の目の令嬢』（『青い目の少女』）から得ている。

### その他
劇中に登場する車や銃器類は、宮崎や大塚の趣味が活かされ、ほとんどが実在のものであり（後述）、支配階級であるカリオストロ伯爵のヨーロッパ貴族としての生活ぶりや振る舞いも考証されている。
カリオストロ城のモデルになったのは、修復前のプファルツ城である。城下町は、当時宮崎が愛読した書籍「語りかける中世 イタリアの山岳都市・テベレ川流域」（鹿島出版会、1976年）に掲載された資料写真を参考にしている。
ルパンとカリオストロ伯爵の対決の場となった時計塔は、黒岩涙香・江戸川乱歩の『幽霊塔』をモチーフにしている。

## 『TV第1シリーズ』との共通点
ここでは、本作と『TV第1シリーズ』との共通点を列挙する。
服装、愛車
本作公開当時に放送されていた『TV第2シリーズ』では、ルパンは赤ジャケットを着用していたが、本作では『TV第1シリーズ』の緑ジャケットで登場する。彼の愛車であるフィアット・500も『TV第1シリーズ』後半から登場したもので、前作で登場したメルセデス・ベンツ・SSKは回想シーンのみでの登場。ただし、500の塗色は青白色から黄色に変更され、本作以降こちらの塗色が定着した。なお、『TV第1シリーズ』のエンディングで不二子がバイクに乗るシーンがあるが、映画での不二子の移動手段も全てバイクであった。
一方、銭形が乗る日本のパトカーは、第11話「7番目の橋が落ちるとき」で初登場したダットサン・ブルーバード（2代目410型）。本作以降、銭形の愛車として定着し、『TV第2シリーズ』第145話をはじめ、複数の作品で登場する。
偽札
偽札をばらまいて捨てるシーンが、第10話「ニセ札つくりを狙え!」でも登場している。
掃除機
過去の回想シーンに掃除機を使って宝石店の商品を吸い取るシーンがあるが、同様の強奪手段を第16話「宝石横取り作戦」でバキュームカーを用いて行っている。
フィアット・500のパンク
500のタイヤのパンクは、こちらも第16話にて同様のシーンが存在する。
次元の敵への銃撃
敵に追跡され次元が敵の車のタイヤをマグナムで撃ち抜き「やったー！」と喜ぶシーンと同様のシーンが第21話「ジャジャ馬娘を助け出せ!」にて存在する。
サーチライト
やはり思い出を語るシーンで黒の全身スーツ、拳銃入りショルダーホルスターを締めた姿でサーチライトに追われるシーンが、初期オープニングや第4話「脱獄のチャンスは一度」で描かれたルパン三世のイメージを描いている。
TVスタッフに偽装
第18話「美人コンテストをマークせよ」で、ルパンたちがTV局レポーターに偽装して会場に侵入している。乱入した五ェ門が暴れるハプニングでテレビに秘密が映ってしまうのを狙うなど、作戦も同じ。
大時計
時計塔のメカニズムが第10話「ニセ札つくりを狙え!」で登場し、大時計の針が侵入者を襲うシーンもある。ラストでやはり時計塔は破壊されてしまうが、崩壊前に機構が突然激しく動き出す演出などの共通点がある。

## カリオストロ公国
本作の主な舞台であるカリオストロ公国は人口3,500人で、世界で一番小さな国連加盟国と設定されている。壮麗な塔を持つカリオストロ城と城下町、古代ローマ時代に作られた水道橋を持ち、周囲を美しい山々と湖に囲まれた、緑豊かな国である。劇中の新聞やルパンが伯爵に送った予告状から、フランス語が公用語と思われる。さらにクラリスはフランス系、その愛犬カールや衛士長のグスタフなどはドイツ系の名であることから、フランス系とドイツ系の国民が混在し、地理的にも両国に挟まれた、実際のアルザスやルクセンブルクのような場所、もしくは冒頭のカジノがモナコ、古代ローマの遺跡が南仏に多く残り、大公という敬称もモナコ大公を想起する部分、かつラストシーンの海岸線が地中海を思わせる面からもフランスとイタリアとスイス（公用語が仏独伊）国境にあると推定される。
平和でのどかな風景を持つ一方で、世界中で流通する紙幣を精巧に真似た偽札「ゴート札」を製造しており、東西冷戦下においては国際的に無視できない影響力を与えていた。世界最高レベルの造幣技術を誇り、「偽札界のブラックホール」と呼ばれ、400年もの間偽札製造の秘密を守るため、中世の権力闘争や世界中の政府機関、情報機関、警察機関の捜査をかいくぐってきた。
城内には脱出不可能な地下迷宮と、それに続く城内各所へ張り巡らされた落とし穴が隠されており、殺害の証拠隠滅のために、あるいは生きたまま迷宮に落とされた者の遺体が男女貴賤を問わず無数に散乱している。日露戦争中にこの地で調査を行っていたと思われる旧日本軍の軍偵が自決前に壁に刻んだ「1904 3 14 日本國軍偵 河上源之助 ここに果つ…… 仇……」の文を、同じく迷宮に落とされたルパンが発見している。
カリオストロ家は400年間、大公家と伯爵家の2つに分かれていた。大公家が代々の国政を担い、伯爵家は公国の影の部分である暗殺等の謀略を司っていたが、数年前に大公夫妻が謎の火災によって死亡。大公付きの摂政を務めていたラザール・ド・カリオストロ伯爵が、統治権を大公家に戻すためという名目で、大公家最後の姫であるクラリス・ド・カリオストロ姫を強制的に自身の婚約者として迎え、公国の独裁を目論んでいた。しかし、伯爵とクラリスの結婚式の当日、ルパンが引き起こした混乱に乗じて城に突入した銭形らの活躍によって「ゴート札」の印刷工場の存在が世に暴かれ、インターポールの査察が入るに至った。

カリオストロ家の家紋は下半身が魚になったヤギをかたどったもので、大公家と伯爵家にはその当主の証である指輪が代々受け継がれていた。大公家では青地に浮き彫り（カメオ）にされた左向きの銀のヤギ、伯爵家では赤地に彫り込まれた（インタリオ）右向きの金のヤギが用いられている（左右対称）。指輪の外周には今は使われていないゴート文字で「光と影、再び一つとなりて蘇らん」と彫られており、さらにこの2つの指輪を合わせると、その継ぎ目には同じくゴート文字で彫られた「光と影を結び、時告ぐる高き山羊の、日に向かいし眼に我を収めよ」という大公家に伝わる詩が浮かび上がるギミックが施されている。

かつてこの地には古代ローマ人が住んでいたとされ、のちに彼らがこの土地を離れる際、自分たちの住んでいた都市を水門を使って湖の中に沈め、それを大公家が代々守り続けていた。そして結婚式の翌日、湖の水が引いた後の湖底から古代ローマの壮麗な都市遺跡が良好な保存状態のままで姿を現した。

## ゴート札
カリオストロ公国のカリオストロ伯爵家が製造している「幻」とまで評される偽札。かつて本物以上と称えられた代物で、劇中のルパンの台詞によれば、古くはブルボン王朝を破滅させ、ナポレオン軍の軍資金となり、世界恐慌の引き金となるなど、中世以降の世界情勢の裏に常にその影を見せていたという。なお、“Greatest of All Time（史上最高）”の略語（頭文字を並べたアクロニム）は「GOAT」であり、ヤギを意味する「Goat」と同じスペルである。
本作中にルパンと銭形が見つけただけでも、日本円（一万円紙幣）、ドイツマルク（西ドイツの千マルク紙幣）、ドル、ポンド、ルピー、ペソ、フラン、リラ、ウォンの偽札を製造していた。
カリオストロ城の地下にある印刷工場で製造されており、現在では国営のカジノにまで出回るほどに幅広く流通しているが、一方でその造幣技術は往年に比べて落ちているらしく、完成したサンプルも伯爵から品質の低下を指摘されていた。偽札製造の担当技術者は「今のような大量生産を続けては…」と、生産量が増えたことを品質低下の原因としていたが、伯爵は質の低下も納期の延長も認めなかった。
また自国のみならず、他国から各種謀略工作用に依頼を受けて制作されることもあるようで、銭形がインターポールでゴート札を提示した際にも、アメリカ代表とソ連代表が互いに「現に大量の偽ドルが某国によって発注された証拠がある」「この偽ルーブルこそ、CIAの発注ではないのかね」と言い争う描写があった。

## 登場する乗り物・武器

### 乗り物
フィアット・500
ルパンたちが乗るイタリア製の小型大衆車。改造が施してあり、レバーを引くとスーパーチャージャーが作動して高速で走行できる。ナンバープレートは「R-33」。カリオストロ伯爵の手先が放った手榴弾でフロントガラスやヘッドライトなどが損傷したが、エンディング前には修復されている。塗装はクリームイエロー。パンクしてタイヤ交換をするシーンがあるが、スペアタイヤは丸坊主（溝の無い状態）だった。
宮崎によれば、「ルパン三世は、シリーズを追うごとに乗るクルマがとてつもないものになっていったけれど、ルパン三世は貧しいものに心を寄せている、貧乏人の小せがれ。なので、つねにフィアットのヌオーバ500に乗っていなくてはならなかったんです」と述べている。
イタリアで上映された折に、事前に申告しておけばフィアットから宣伝料が出たのにと言われたが、それを聞いた宮崎は「イタリアで上映すると知っていたら別のメーカーにしただろう」と述べている。これは馴染みの無い車両の方が観客は楽しめると考えてのことである。
なお、劇場公開当時、大塚康生が作中に登場したものの同型車（FIAT NUOVA 500）を所有していた。
メルセデス・ベンツ・SSK
ドイツ製の高級車。ルパンがクラリスとの出会いを思い出す際の回想シーンに登場。
シトロエン・2CV
クラリスが城からの逃走に使用したフランス製の小型大衆車。塗装は小豆色。ナンバープレートは「F-73」だが、シーンによっては「F-14」になっている。カーチェイスの末に大破してバラバラになり、湖に落下して水没した。
宮崎駿は同型車を所有している。また本作に先駆けて『TV第1シリーズ』第23話でも通常型、およびバンタイプの2CVが「だるまや弁当」の配達車として登場している。
ハンバー・スーパー・スナイプ
クラリスを追うカリオストロ伯爵の部下たちが乗るイギリス製のリムジン。ナンバープレートは「C-14」。塗装は茶色。防弾仕様の特殊タイヤを履いているが、次元が撃った徹甲弾が被弾してパンクし大破した。
ダットサン・ブルーバード（410型）
銭形が乗るパトカーで、白黒塗装の日本警察仕様車。ナンバープレートは「埼玉5 た 110」。初登場時からカリオストロ城に突入するまでは右ハンドルだったが、エンディング前には左ハンドルに変わっている。ドアに書かれている所属名も左側は「埼玉県警」だが、右側は「ICPO」となっている。
ファンの間では通称「銭ブル」と呼ばれる。宮崎駿が担当した『TV第2シリーズ』第145話「死の翼アルバトロス」の他、2021年度放送の『TV第6シリーズ』まで、後年の数作品にも銭形の愛車として登場する。
C.M.P 15-CWTトラック（キャブ13型）
機動隊員輸送車として登場。カナディアン・ミリタリー・パターン（C.M.P）、または、ゼニガタ突撃隊輸送車、1943年型カナディアンGMミリタリーパターン と呼ばれる、英連邦払い下げの幌付き全輪駆動軍用トラックで、塗装は暗灰色。右ハンドルで警察仕様としてサイレン機能と屋根上にパトライト（赤色灯）がある。C.M.Pはカナダフォード、カナダシボレーの両社で製造されたが、作中のC.M.Pはラジエーターグリルが斜めのダイヤ型（フォード製は四角の網目）なのでシボレー製である。
1973年には大塚康生がマックス模型の製品として同車と同じトラックの1/35模型を「C.M.P小型トラック」として企画設計し、同社より商品化している。
ハーレーダビッドソン・WLA
不二子が使用したアメリカ製の軍用オートバイ。後部両サイドにサドルバッグを取り付けており、ラストシーンでは偽札の原版を入れていた。

オートジャイロ
カリオストロ伯爵の所有する、一人乗りの架空の小型航空機。伯爵が湖の上を遊覧飛行する際に使用し、クラリス奪回作戦の時にはルパンと銭形も搭乗したが、ジョドーの銃撃で炎上。その後、木に突っ込んで爆散している。
後退翼形式の主翼のみで尾翼が存在せず、主翼端に垂直安定板と方向舵を持つ、全翼機に似た機体構成で、機体後部に推進式にプロペラがあり、メインエンジンの他にローターブレードの先端にはラムジェットエンジンが装備されている。ブレード先端のラムジェットによってローターを自力回転させることによって垂直離着陸が可能となっており、作中では“オートジャイロ”と呼ばれているものの、垂直離着陸機に分類される航空機である。
製作の都合でルパン対オートジャイロのシーンは割愛されたが、劇場公開当時に販売されたポスターでは、フィアットで逃走するルパンと対戦車ライフルで応戦する次元を、本機で追うイラストが公開されていた。また、イメージボードでは伯爵の手下も、本機とは別形式のオートジャイロを使用し、ルパンと対決する予定であった。
C-119 フライング・ボックスカー
ツインブーム双胴双発のレシプロ輸送機。終盤、国連の空挺部隊を輸送して降下させるシーンで登場。

### 武器
シモノフPTRS1941
ソビエト連邦製の対戦車ライフル。強靭な鎧を着た敵部隊「カゲ」に対し、最終決戦で次元が使用した。この銃でもその装甲は貫通できず、後方へ吹き飛ばすだけだったが、「カゲ」の大群を相手に獅子奮迅の活躍を見せる。
S&W M27 .357マグナム 3.5インチ
次元が所有する拳銃。今作はテレビアニメ版で愛用しているS&W M19ではなく、S&W M27を使用。冒頭のカーチェイスで防弾タイヤを装備した追っ手の車を止めるためにボトルネックケースの徹甲弾を使うシーンがあるが、実際には使用できない(徹甲弾はライフル弾薬には存在するが、拳銃弾薬には存在しない)。今作では、「カゲ」が着込んだ鎧にダメージを与えることが出来なかったため、序盤の「カゲ」の奇襲以降は出番がなくなる。
ルガー1900
不二子が使用するドイツ製の拳銃。ルガーP08の原型となった拳銃で、当時のスイス軍などが採用した。設定資料ではグリップ下に銃床を装着する部品がなく、これはスイスルガーの特徴となっている。なお、スイスルガーを紹介する銃器雑誌『月刊Gun』1979年4月号誌上のレポート記事には、スイスルガーを「不二子に使って欲しい」という記述があった。
UZI
イスラエル製の短機関銃。最初期の木製固定銃床を装着したタイプを不二子が使用している。25連ショートマガジンを使用。
M3短機関銃
プレス加工を多用したアメリカ製の短機関銃。正確には改良型のM3A1で、その独特な形からグリースガンとの別名がある。冒頭のカジノ襲撃シーンで用心棒達が所持していた。
MG34
ドイツ製の汎用機関銃。伯爵がジョドーにオートジャイロとルパンを撃たせたシーンに登場。作中では給弾方式に現実のMG34も対応していたドラムマガジン方式を採用しており、発砲弾数に応じて薬莢が排出されるなど細かい描写がなされているが、一方で「薬莢が本体右側面から排出されている（現実のMG34は本体下部から薬莢を、右側面からはメタルリンクをそれぞれ排出する）」という描写ミスがある。
PPD-40
ソビエト連邦製の短機関銃。冒頭のカーチェイスでクラリスを追う男達が使用。後述のPPSh-41に似ているが、銃身の形状が違い、木製のハンドガードがドラムマガジンより先に付けられているので違いが分かる。その後の次元にタイヤを破壊されるシーンでは、作画ミスによりアメリカ製の短機関銃であるトンプソンM1928のような形状になっている。
MP40
ドイツ製の短機関銃。「カゲ」達が使用。
PPSh-41
ソビエト連邦製の短機関銃。時計塔に侵入した水兵が使用。
ワルサーP38
ルパンの愛用拳銃。今作ではポケットから取り出した直後、銃口がポケットに引っかかっているうちに警備装置のレーザーで溶かされ、全く活躍していない。回想シーンでのみ発砲している。グリップは両シーンとも黒色でTV第1シリーズの茶系とは異なる。
M24型柄付手榴弾
ドイツ製の手榴弾。冒頭のカーチェイスで、クラリスの追手たちがルパンのフィアットに向けて投擲。
マークII手榴弾
アメリカ製の手榴弾。その形から通称パイナップルとも言われる。使用人の偽装を解いて迷彩服に着替えた不二子が使用。脱出路を開けるべく窓へも投擲したが、壁や窓は防爆仕様でびくともしなかった。
斬鉄剣
五ェ門愛用の日本刀。中盤では燃えたルパンのスーツを粉々に斬って助け、最終決戦では、次元の対戦車ライフルでも破壊できないほどの耐久性を持った「カゲ」の鎧を、甲冑だけを軽々と斬り裂いて「カゲ」たちの素顔を露出させる斬れ味を見せた。
警備装置
カリオストロ城の各所に設置された警備システム。警備装置の作動直後に報告された機動隊員の台詞では「対人レーダーの反応もあります」とあり、庭園や時計塔内部までいかなる場所にも張り巡らされている。しかしその実体は相手を無力化させる罠や警報の類ではなく、侵入者を抹殺する自動銃座に近い、警備の範疇を逸脱した殺人兵器である。自在に動くアームの先端に箱形の高出力レーザー発振装置が組み込まれており、銭形が捨てた煙草を地面に落下する前に完全に焼き尽くして消失させたり、ルパンのワルサーP38を一瞬で溶解させるという恐るべき威力を持つ。
メイス
宿屋の壁に飾ってあった戦棍。設定書には「イガイガハンマー」との名称が付けられている。「カゲ」の襲撃に対してルパンが使用。柄頭から八方に棘が飛び出した形状から、別名モーニングスター（明けの明星）とも呼ばれる。
大斧＆楯
同じく宿屋の壁に飾られていた戦斧と楯。こちらは次元が使用。斧は戦闘で使い、楯は閃光弾の光を防ぐために構えた。楯の表面にはカリオストロ公国旗と同じ十字の紋章が入っている。
スパナ
ナットを締める工具だが、本作内では主に鈍器として活躍。宿屋からの逃走時にはフィアットにしがみつく「カゲ」を次元が殴った他、TV中継時ではリポーターに変装した不二子が、中継を中止させようとする伯爵の手下を殴っている。
大型レンチ
両手持ちの大型レンチ。時計塔の備品をルパンが打撃武器へ転用したもの。本来の工具として幾つかの機械部品を外して歯車を落下させた他、伯爵との一騎討ちに使用した。
十手
銭形愛用の捕り具。格闘武器としての他に指揮杖代わりとしても使用された。先祖伝来の物であるのかは不明。今作では設定書こそあるが、愛銃のコルト・ガバメントは使用されていない。
サーベル
騎兵用の片手剣。衛士隊の標準装備。終盤の時計塔では伯爵も使用。
大楯&警棒
主に暴徒鎮圧に使用される機動隊の標準装備。覗視孔付きの楯はジュラルミン製で軽いが、防弾には全く役に立たない。主に機動隊員が使用。
閃光弾
ルパンが宿屋で「カゲ」から逃げる際に使用した手製の手榴弾。殺傷力はないが、人間の目を眩ますほどの強力な光を放つ。ルパンはこれを使う際に、目を守る為にサングラスを着用していた。
ロケット弾
大司教に変装したルパンのマント裏に大量に仕込まれており、結婚式会場で一斉発射された。弾頭は花火であり、殺傷よりも相手方の攪乱を狙った武器である。
指ロケット
伯爵の隠し武器。ガントレットの指先が五連装の小型ロケット弾になっている。時計塔でルパンへ向けて発射された。
銛
かつてのカリオストロ城にあった警備装置。ルパンが若い頃を回想するシーンに登場。大量の銛を無音で侵入者に発射する仕組みで、前述のレーザー同様に、標的の捕獲よりも抹殺に重点が置かれている。ゴート札の謎を突き止めようとして、逃走しようとしたルパンの背中に突き刺さり、重傷を与える。ルパンは身動きが取れないほどの傷を負って行き倒れてしまうが、少女期のクラリスに助けられる。

## プロモーション
本作の宣伝費は、当時の一般的な作品の「5割増し」で、1億5000万円となった。ポスターは9点作成された。
1979年12月に、公開記念として『ルパンの花嫁コンテスト』が開催された。「ルパン三世の花嫁を一般公募する」という内容であり、水着審査などによるコンテスト優勝者が実際にルパン役の山田康雄と帝国ホテルで挙式をあげ、同時にウエディングドレス、新婚旅行と称した8日間のヨーロッパ旅行ツアー、フィアット500（69年型）の3点がプレゼントされるという企画であった。応募総数は、男女含め3212人であった。

## 評価
現在では「日本アニメーション史に燦然と輝く名作」として評価が定着している。

### 初公開から現在に至るまで
公開当時の評価は比較的低いものであり、興行成績は配給収入10億円の成功を収めた前作『ルパンVS複製人間』より下回った。小黒祐一郎はこれに関して、当時のアニメは『宇宙戦艦ヤマト』や『宇宙海賊キャプテンハーロック』といったSF作品全盛期であり、ブームの主流から離れたオーソドックスな内容、かつ若者向けというよりはファミリー・子ども向けに徹した当作は、当時のアニメファンからの受けが悪かったのではないかと分析している。また、公開段階での宮崎の知名度は低いものだった。
一方、関係者間での評価は公開当時から高く、商業アニメ作品が受賞することが少なかったアニメーション賞大藤信郎賞を受賞している。同時代の関係者からは、宮崎の演出手法やレイアウト、場面設計に注目が集まり、当時出された絵コンテ集はアニメ制作現場での教科書として使用されていた。
その後、1981年頃から数年にわたりアニメ雑誌「アニメージュ」が宮崎の特集を組むようになり、宮崎の名がアニメファンに広まると同時に、本作も名画座や学園祭での頻繁な上映や、関連出版物が多数刊行された。これにより、同誌のアニメグランプリの歴代作品部門で1位を連続受賞し、情報雑誌『ぴあ』の年間アワード企画「もあテン」（もう1度見たい過去作品ランキング）では2年連続ベストワンといった成績を残すなど、熱狂的なファンに支持されるカルトムービー的な作品となった後は、テレビ放送が繰り返し行われるなどした結果、現在の地位と評価を確立した。

### 宮崎自身の評価
宮崎本人は自著『出発点』で、「この作品は『ルパン1stシリーズ』や、東映時代にやってきたことの大棚ざらえで、だから昔からぼくの仕事を見てた人は失望したというのはよくわかるんです。汚れきった中年のおじさんを使って、新鮮なハッとする作品は作れないですよ。こういうことは2度とできないなって、思ってやりました。」と語っている。
公開当初から、本作に対して「鬱屈がある」とアニメ誌やムック誌で発言しており、『風の谷のナウシカ』公開時の『コミックボックス』（1984年5・6月号）の対談では、第二次世界大戦でモスクワを前にして撤退せざるを得なかったドイツ軍を例に挙げ、「独ソ戦のドイツみたいだといつも思うんですよ」と比喩している。

### 原作者の評価
原作者のモンキー・パンチは、「原作とアニメは別」との考えから基本はアニメ製作に関与しない姿勢であり、本作は「宮崎版ルパン三世の傑作」と評している。
1996年には「未だにあの人の影響は強いですね。アメリカでもヨーロッパでも『ルパン三世』を知っている人はほとんどが『カリオストロの城』からですからね。物語の面白さもそうですが、その凄さは、僕とは違う『ルパン三世』を出した感じがします。僕の原作の場合は毒があって、女性に対する優しさはあるけれども、ああいう優しさはないんですね。わりとクール。それに対して宮崎さんは宮崎さん流のルパンを出した」と評しており、原作との違いも述べている一方で、銭形の人物像については「宮崎駿さんの解釈がもっとも正しい」としている。
2007年7月「ルパン三世シークレットナイト（新文芸坐）」では「『これは僕のルパンじゃない』って言ったんですね。『僕には描けない、優しさに包まれた、宮崎さんの作品としてとてもいい作品だ』って。でもこの後半の部分が削られて、最初の一言だけが大きく取り上げられちゃいましてね（苦笑）」と語ったことがある。2015年には「カリオストロを見て逆に僕の方が刺激された」とコメントしている。

### 山田康雄の評価
ルパン三世役の山田康雄は本作をいたく気に入っており、「これがルパン三世の神髄ではないだろうか」とも語っている。
山田は本作について「日本人の作品にありがちな“お涙ちょうだい”的な人情喜劇にはなっていない。どちらかっていうと、ぼくの好きなアメリカ的な笑いのタイプなんですね」と分析し、「ギャグのセンスが非常に洗練されている」と評している。また「とにかく決定的に面白い。オープニングも話の展開も信じられないくらいだ。構成といい、絵といい、とても質の高いもので、こんなの見たこと無い。各所でギャグがちりばめられており、じつに楽しい」「ちょっと見ただけでは見過ごしちゃうようなところに手がかかっており、細かく描き込んでいる。これがルパンの精神だと思う。シャレていると思うね」と述べており「宮崎さん、大塚さん、バンザイだ」との讃辞も贈った。
アフレコの際、宮崎は「今回はこれまでと調子を変えて、例えばクリント・イーストウッドのような抑えた声をお願いしたいのでよろしく」と注文するが、自身でキャラクターを確立していた山田は「ルパンはまかしときな！ 今更ごちゃごちゃ言われたくねーよ。ルパンは俺が決めてるンだ」と横柄な態度を見せた。しかし、試写を見終わった山田はその質の高さに態度を一変。「先程は大変失礼なこと言いまして申しわけございません。どんな無理な注文でも仰って下さい、何百回でもやり直します」と宮崎に頭を下げたという。

### 批評家による評価
映画評論家の山田宏一は、1980年のテレビ初放送の際に「この週最高の見ものは、これである。おもしろい。血わき肉躍る（と言っても決して大げさではない）アニメ大活劇だ」と評し、「和田誠氏ふうに言えば、まさに“007”のようなおもしろさ。ギャグあり、アクションありの荒唐無稽なおもしろさ。アニメでこんなにドキドキ、ハラハラさせる映画もめずらしい。とにかく必見！と叫びたいうれしい快作である」と述べている。また、ルパン役の山田に関しても高く評価しており、「クリント・イーストウッドの声の吹き替えに不満な映画ファンも、このルパン三世の声の山田康雄には拍手かっさいを送るにちがいない」としている。

### 日本国外での評価
映画監督のスティーヴン・スピルバーグが本作を「史上最高の冒険活劇の1つ」と評し、特に冒頭のカーチェイスを「映画史上最も完璧なカーチェイス」と評したとの噂が国内外のファンの間で存在する。さらにそこから派生し、同監督の作品『レイダース/失われたアーク《聖櫃》』（1981年）のアクションシーンでは本作が影響を与えたという噂まで生んだ。スピルバーグが公開当時に本作を見たとすれば1980年のカンヌ国際映画祭が示唆されたが、カンヌの公式情報源によると本作はその年に上映されておらず、他にもスピルバーグが実際に発言したことを示す記録は無いため、事実関係は不明である。その一方、スピルバーグが製作総指揮を務めた『グーニーズ』（1985年）で登場するアーケードゲームが本作の関連ゲーム『クリフハンガー』であるなど、スピルバーグ作品に本作との明らかなつながりを見出すこともでき、北米版のDVD-VideoをリリースしたManga Entertainmentは上記の噂を記載に足ると判断、DVDパッケージ及びDVDに収録された予告編で、このスピルバーグの発言に言及している。
『トイ・ストーリー』などを手掛けたディズニーおよびピクサーのアニメーション監督ジョン・ラセターは、「愛している」という最上級の褒め言葉を使って本作を極めて高く評価している。ラセター曰く、本作が技術的にも芸術的にもストーリー的にも自身に多大なインスピレーションと絶大な影響を与えたと述べ、アニメーションの可能性、そして作りたい映画の方向性を与えてくれたとしている。さらに、この映画の良さについて意気投合したことが現在の妻ナンシーと結婚するきっかけになったとも話している。

### 賞歴
- 第34回毎日映画コンクール・大藤信郎賞受賞（1979年）[42]
- 第54回キネマ旬報ベスト・テン第54位（映画評論家の深沢哲也のみが第7位に投票[43]。読者選出ベスト・テンは第15位[43]。）
- アニメージュ アニメグランプリ歴代ベストワン作品第1位（1982年 - 1984年）、第2位（1980年下半期、1981年、1985年 - 1986年）
- キネマ旬報創刊85周年オールタイムベスト・テン アニメーション部門第1位（2004年）
- 日本のメディア芸術100選 アニメーション部門 専門家選出第4位[44]、一般選出第5位（2006年）[45]
- キネマ旬報オールタイム・ベスト 映画遺産 アニメーション篇第1位（2010年）

### 売上記録
| 内容                                                                      | 記録          | 補足                        | 出典   |
| ------------------------------------------------------------------------- | ------------- | --------------------------- | ------ |
| 興行収入                                                                  | 約6.1億円     | 叶精二による推測            | [ 2 ]  |
| 配給収入                                                                  | 約3.05億円    |                             | [ 3 ]  |
| 地方動員                                                                  | 65万8386人    | 2本立て                     | [ 3 ]  |
| 首都圏・関西動員                                                          | 約24.2万人    | 単独                        | [ 3 ]  |
| 全国動員                                                                  | 約90万人      |                             | [ 3 ]  |
| 『オリジナル・サウンドトラック ルパン三世・3』                            | 約1万枚出荷   | 1994年発売のCD              | [ 46 ] |
| 『ルパン三世 カリオストロの城 ドラマ編』                                  | 約1.5万枚出荷 | 1986年発売のCD              | [ 46 ] |
| 『ルパン三世 カリオストロの城 完全収録盤』                                | 約1万枚出荷   | 1994年発売のCD              | [ 46 ] |
| 『カリオストロの城 オリジナル・サウンドトラック BGM集』                   | 約2万枚出荷   | 1994年発売のCD（再発）      | [ 46 ] |
| 『ルパン三世 宮崎駿作品集』                                               | 約1万枚出荷   | 1997年発売のCD              | [ 46 ] |
| 『ルパン三世クロニクル ルパン三世 カリオストロの城 ミュージックファイル』 | 約1万枚出荷   | 2003年発売のCD              | [ 46 ] |
| DVD                                                                       | 約40万枚出荷  | 2001年発売（2003年6月時点） | [ 47 ] |

## ビデオソフト

### 日本国内
※1 下記における各メディアソフトの価格はメーカーが提示した「標準価格」的なものであり、実売価格とは異なる場合がある。
※2 ビデオソフトの市販化にあたり、ビデオやLD、DVDなどに予告編が収録されたが、冒頭部分の宮崎のコメントが削除されている。劇場で使用された予告編では、冒頭に、黒い画面に白抜き文字で「前作をしのげないのなら 2作目を作る意味がない。 宮崎駿」というコメントがある（主に上映された劇場の前上映作品『がんばれ!! タブチくん!!』にて使用）。なお、このコメントはキャッチコピーとして同時期に配布されたチラシ・新聞広告でも確認可能。削除された理由については不明。いずれにせよ市販されている媒体での「予告編完全収録」という表記は、実際には一部削除されているため不適切な表記となっている（2010年現在）。
- 1980年頃に『ルパンVS複製人間』と共に東宝ビデオから初のビデオソフト（VHS・β：3万8000円、U規格：5万円）が発売され[48]、1981年11月にはVHSとβが1万9800円に値下げされた[49]。この最初のビデオ版では収録時間が90分に短縮されており[50]、1983年8月には『ルパン三世 カリオストロの城 完全版』としてノーカット版が発売された。なお、1985年11月に発売したLD・VHDは発売当初よりノーカットだった[注 29]。
- 2001年にブエナ ビスタ ホーム エンターテイメントの「ジブリがいっぱい COLLECTION スペシャル」ブランドでDVD版が発売された[注 30]。2枚組で、英語版や劇場公開時の予告編、またマルチアングルで絵コンテなどの特典が収録されている。本編の音声は劇場公開時のモノラル音声（日本語）、擬似ステレオ（日本語）、英語版がそれぞれ収録されており、映像は画面アスペクト比16:9でスクイーズ収録されている[51]。2003年に発売された「劇場版ルパン三世 DVD Limited BOX」には収録されなかった。
- 2008年12月3日にバップからブルーレイソフトが発売された。本編の映像は1080i（MPEG-4 AVC）、音声はオリジナル音声（リニアPCMモノラル）と擬似5.1ch音声（DTS-HD Master Audio 5.1ch及びドルビーTrue HD 5.1ch）で収録されている[52]。
- 2014年8月にはデジタルリマスター版を使用したブルーレイとDVDがウォルト・ディズニー・スタジオ・ジャパンよりリリースされた[53]。本編の映像はHD24P、音声はオリジナル音声（リニアPCM2.0chモノラル及びDTS-HD Master Audio 1.0chモノラル）と5.1chリミックス音声（ドルビーデジタル5.1ch）で収録されている。ブルーレイはパナソニックが開発した最大36ビットの高階調映像を実現する「マスターグレードビデオコーディング（MGVC）」に対応する（DIGAなどのMGVC対応BDレコーダーで再生可能）[54]。
- 2019年7月24日には、4K解像度視聴に対応したUltra HD Blu-ray（4K ULTRA HD,UHD BD）版ソフトがバップよりリリースされた[55]。また、音声もデジタルリマスター版と異なり、旧作アニメーション作品のパッケージ化では初となる7.1chを採用した[56]。

### 日本国外
- 北米では、1992年にストリームライン・ピクチャーズ (Streamline Pictures) が『The Castle of Cagliostro』のタイトルで翻訳し、MGMから発売された。日本でも1994年にリンガフォン・ジャパンより英語教材としてVHSソフトが発売されたほか、「ジブリがいっぱいCollection」として発売されたDVDにも英語吹き替え音声が収録されており、ルパンの名前は Wolf に変更され、セリフの内容も日本語版から大きく変えられている（参考）。ストリームライン・ピクチャーズは、ルパンシリーズでは『ルパンVS複製人間』『死の翼アルバトロス』『さらば愛しきルパンよ』も翻訳している。イギリスとオーストラリアではこのストリームライン・ピクチャーズの吹き替え版を用いてManga Entertainmentが発売した。
- 2000年にManga Entertainmentは上記のストリームラインとは別の吹き替えを用いたDVDを発売した。Mangaは2006年8月に、特別版DVDを発売。この特別版にはレコードのようにA面とB面があり、一枚のディスクの裏表両方が記録面となっている。A面には本編が、B面には大塚康生へのインタビューなどの特典映像が収録されている。2021年１月に、Disctek MediaはStreamline Picturesの吹き替えとManga Entertainmentの吹き替えを両方収録したUltra HD Bluu-rayを発売した[57]。
- フランスでは翻訳版が3つ存在し、『Vidocq contre Cagliostro』のタイトルで発売された第1バージョン、Manga Entertainmentが『Le Château de Cagliostro』のタイトルで発売した第2バージョン、IDPが同じく『Le Château de Cagliostro』のタイトルで発売した第3バージョンがある。Manga Entertainment による第2バージョンは、上記の Streamline Pictures による英語版を基にした重訳で、ルパンの名はやはり Wolf となっている。

## テレビ放映履歴
※日本テレビ系列で放送されたもののみ記載。日本テレビ系列以外で放送されたものについては「日本テレビ系列以外」欄に記載。
- 当初は放送枠に合わせ、宮崎自身が約7分間をカット[注 31]したバージョンで放送。5回目からはすべてノーカット放送。

| 回数 | 放送日         | 番組名           | 視聴率 | 備考      | 出典   |
| ---- | -------------- | ---------------- | ------ | --------- | ------ |
| 1    | 1980年12月17日 | 水曜ロードショー | 21.2%  |           |        |
| 2    | 1982年9月22日  | 水曜ロードショー | 21.8%  |           |        |
| 3    | 1984年3月14日  | 水曜ロードショー | 20.3%  | [ 注 32 ] |        |
| 4    | 1985年7月3日   | 水曜ロードショー | 14.7%  | [ 注 33 ] |        |
| 5    | 1991年10月4日  | 金曜ロードショー | 13.7%  | [ 注 34 ] |        |
| 6    | 1994年9月2日   | 金曜ロードショー | 22.4%  |           |        |
| 7    | 1996年1月2日   | 今夜のルパン三世 | 12.1%  |           |        |
| 8    | 1999年2月26日  | 金曜ロードショー | 23.4%  |           | [ 58 ] |
| 9    | 2001年6月15日  | 金曜ロードショー | 21.2%  |           | [ 59 ] |
| 10   | 2004年3月26日  | 金曜ロードショー | 15.8%  |           |        |
| 11   | 2008年5月2日   | 金曜ロードショー | 16.4%  | [ 注 35 ] | [ 60 ] |
| 12   | 2010年10月8日  | 金曜ロードショー | 12.1%  |           | [ 61 ] |
| 13   | 2012年3月30日  | 金曜ロードショー | 12.7%  | [ 注 36 ] | [ 63 ] |
| 14   | 2015年1月16日  | 金曜ロードSHOW!  | 14.5%  |           | [ 64 ] |
| 15   | 2016年10月14日 | 金曜ロードSHOW!  | 12.4%  | [ 注 37 ] | [ 65 ] |
| 16   | 2018年1月19日  | 金曜ロードSHOW!  | 11.0%  |           | [ 66 ] |
| 17   | 2020年11月20日 | 金曜ロードSHOW!  | 10.2%  |           | [ 67 ] |
| 18   | 2023年5月5日   | 金曜ロードショー | 7.7%   | [ 注 38 ] | [ 68 ] |
| 19   | 2025年6月27日  | 金曜ロードショー | 7.9%   |           | [ 69 ] |

### 日本テレビ以外
- 1987年1月5日15時 - 17時には読売テレビの『アニメだいすき!』枠で放送された。
- 1991年11月16日にNHK衛星第2放送で放送[70]。
- 2017年2月12日にWOWOWで放送。CSでの初放送となった[71]。
- 2020年1月1日にAbemaTVで放送。インターネットで無料配信されるのは初となった[72]。
- 2021年10月3日に『BS12 トゥエルビ』の『日曜アニメ劇場』枠にて放送[73]。

## 後の「ルパン三世」シリーズへの影響
本作は演出や脚本をはじめ、後続する「ルパン三世」シリーズに大きく影響を与えている。
1995年に作品の今後について話し合いが行われた際、視聴者からの手紙を理由に本作に寄せた作品作りを望むプロデューサーの中谷敏夫に対し「宮崎本人にオファーできないのに同じようなものを作っても、真似した、偽物だと言われるのがオチだ」と『TV第1シリーズ』から参加する飯岡順一が反論したことで口論となり、この一件を重く感じた飯岡は一時期、シリーズへの参加を辞退していた。
2019年公開の『ルパン三世 THE FIRST』では、監督・脚本の山崎貴がファンだった本作を強く意識して製作にあたっており「いろいろな点で、『カリオストロの城』から逃げようとしていたんですが、どうしても、"カリオストロ愛"が漏れでてしまいました（笑）」と語っている。

### 原作者の意見
原作者のモンキー・パンチは、上述の通り本作自体は肯定し高く評価しているものの、1996年に「『カリオストロの城』以降、作る人がみんな宮崎さんに引っ張られている。だからルパンが優しく優しくなって、女の子が倒れたら手を貸して起こしてあげるようなルパンばかりで、もういい加減にしてくれと言いたくなる」「僕の原作の場合は毒があって、女性に対する優しさはあるけれども、ああいう優しさはないんですね」「宮崎さんしか出来ないのに、他の演出家が自分の好みではないのにやろうとしているから無理がある。その人が持っている個性で動かしてくれればいいんだけど、宮崎さんのに引きずられている」と苦言を呈している。

### 直接的な描写
- 年齢設定が「不明」で明確でないルパン達レギュラーキャラクターだが、本作以降はある程度年をとった人物と設定されることが多くなった[76]。
- 1997年放送のTVスペシャル第9作『ルパン三世 ワルサーP38』では、銭形警部に示されたICPOによるルパンの使用したワルサーP38の報告書の中に、カリオストロ公国についての記述と伯爵の顔写真が載っているのが見える。
- 2018年放送の『TV第5シリーズ』第23話終盤には、カリオストロ公国の湖の中にある古代都市、崩壊した時計塔や骸骨の山があるカリオストロ城の地下が登場しルパン、次元、五ェ門は城の地下を隠れ家としていた。なお、古代都市は観光名所となっている。

## 関連書籍
- 『ルパン三世 カリオストロの城』 集英社文庫 コバルト・シリーズ 1982年、新版2000年 ISBN 4086105101
  - 山崎晴哉[注 39]による初期シナリオに基づく小説版。
- 『あれから4年…クラリス回想』 徳間書店 アニメージュ文庫、1983年8月 ISBN 978-4196695127
  - フィルムコミックのダイジェスト版、および宮崎駿の回想エッセイとインタビュー
- 『ルパン三世 カリオストロの城 シネマ・コミックEX』 文藝春秋 文春ジブリ文庫、2019年10月 ISBN 978-4168121203
  - 旧版は双葉社・双葉文庫、1984年（全6冊）と1996年（全4冊）に刊行
- 『ルパン三世 カリオストロの城 アニメコレクション』 双葉社、1985年。下記の参考文献は新版
- 『ルパン三世 カリオストロの城 宮崎駿 絵コンテ集』 双葉社、1984年。同上
- 徳間アニメ絵本『ルパン三世 カリオストロの城』 徳間書店、2000年 ISBN 4198612900
- LPレコード『ルパン・トーク・ルパン』日本コロムビア（1982年）、新版CD（1992年）
  - アニメ2ndシリーズ終了後、ルパンが成長したクラリスと再会したことがルパン（声：山田康雄）によって語られる[77]。

## 関連ゲーム
- 『CLIFF HANGAR』 - スターン （1983年）
  - 本作と『ルパン三世 ルパンVS複製人間』の映像を利用したレーザーディスクゲーム。
- 『ルパン三世 カリオストロの城』 - ムービック / 東宝 （1985年）
  - パソコンPC-8801、FM-7、X1turbo、MSX2用のロールプレイングゲーム。
- 『ルパン三世 カリオストロの城』 - 東宝 （1987年）
  - MSX用のアクションゲーム。
- 『ルパン三世 パンドラの遺産』 - ナムコ （1987年）
  - ファミリーコンピュータ用アクションゲーム。本作の後日談。
- 『LUPIN III CASTLE OF CAGLIOSTRO ルパン三世 カリオストロの城』 - ツクダホビー （1987年）
  - テーブルトークRPGのワープスシステムを採用。
  - 企画/製作ORG、ゲームプロデューサー/大貫昌幸、ゲームデザイナー/小島裕貴子
- 『ルパン三世 カリオストロの城 -再会-』 - アスミック （1997年）
  - プレイステーション用アドベンチャーゲーム。映画の設定資料やムービーも収録されている。

## 再公開
2014年5月9日、本作のデジタルリマスター版が東宝映像事業部の配給で期間限定公開された。入場者特典として「完全復刻版B4チラシ」が配布され、劇場パンフレットも復刻販売された。原版の映像に映り込んだ汚れやゴミの除去、音声のノイズの除去、5.1chサラウンドへの再調整等のリマスタリングに3年が費やされている。
2019年10月25、26日には大野雄二による音楽シーンを生演奏する『〜映画公開40周年&大野雄二音楽活動55周年記念オフィシャル・プロジェクト〜映画『ルパン三世 カリオストロの城』シネマ・コンサート！andベストヒット『ルパン三世』ライブ！』を公演。
2020年には池袋・グランドシネマサンシャインにて8月21日から9月3日の期間限定上映がされた。
2017年には、ルパン三世生誕50周年企画としてデジタルリマスター版をベースにしたMX4D版が上映された。入場者特典として特報チラシのデザインのポストカードが配布された。この公開は、期間限定で全17スクリーンという小規模ながら、7600万円以上の興行収入を記録した。
2019年には劇場公開40周年を記念し、『ルパン三世 カリオストロの城 ［4D版］』が11月8日から21日まで上映された。MX4D版は2回目の上映で、4DX版での上映は初である。また、入場者特典として「フィルム風しおり」が配布された。その後、2020年にシネマサンシャインにて、急遽4DXの期間限定上映が決定した。
2021年10月1日より2週間、ルパン三世のアニメ化50周年を記念して、全国50館でモンキー・パンチ総監督短編作品「ルパンは今も燃えているか?」との同時上映が実施された。来場者特典としては、A4クリアファイルが、数量限定で配布された。また、公開当時のパンフレットの復刻版が発売されることも発表された。
2024年11月29日には公開45周年を記念して、通常版に加えてシリーズ初となるIMAXでのリバイバル上映もされた。

### その他
2019年1月23日、日本公開から40年後にはフランスで劇場初公開された。
2024年5月17日、日本公開から45年後には台湾で劇場初公開された(4Kデジタルリマスター版)。

## 補足
- 草創期のコミックマーケットでは吾妻ひでおとその周辺の同人がロリコン漫画同人誌『シベール』『クラリスマガジン』を作成し、ヒロインのクラリスをロリコンキャラクターとして取り上げている。
- 『ゼンダ城の虜』を初めとする、「近現代ヨーロッパの架空の小国を舞台にした冒険譚」を表す「ルリタニア・テーマ」というジャンル名を提唱した田中芳樹は、日本における代表例として本作と『天空の城ラピュタ』をあげた[93]。
- 本作のファンであった黒田清子（旧名：紀宮清子内親王）は、黒田慶樹との結婚式で着用する白いドレスのモチーフとして、デザイナーにクラリスの花嫁衣装を例示したという話が報道された[94]。